# كال إميري
كال إميري (بالإنجليزية: Cal Emery)‏ هو لاعب كرة قاعدة أمريكي، ولد في 28 يوليو 1937 في سنتر هال في الولايات المتحدة، وتوفي في 28 نوفمبر 2010 في تلسا في الولايات المتحدة.

## وصلات خارجية
- كال إميري على موقع دوري كرة القاعدة الرئيسي (الإنجليزية)
- كال إميري على موقع الدوري الياباني لكرة القاعدة (الإنجليزية)
- كال إميري على موقعبيزبول رفرنس.كوم (الدوري الرئيسي) (الإنجليزية)
- كال إميري على موقعبيزبول رفرنس.كوم (الدوري الثانوي) (الإنجليزية)
- كال إميري على موقع إي إس بي إن.كوم (أم.أل.بي) (الإنجليزية)
- كال إميري على موقع مشجعي الرسوم البيانية (الإنجليزية)